# داماد خليل باشا
قيصريلي خليل باشا (بالتركية: Kayserili Halil Paşa)‏ أو داماد خليل باشا (بالتركية: Damat Halil Paşa)‏ كان الصدر الأعظم للدولة العثمانية لمرتين في الفترة ما بين 17 نوفمبر 1616 حتى 18 نوفمبر 1619. يحمل رُتبة أدميرال. تُوفي في 1629 بمدينة إسطنبول.

## أنظر أيضا
- قائمة قباطين البحر العثمانيين.